# Grup de l'autunita
El grup de l'autunita, també conegut com a grup de la torbernita, és el nom donat a un grup de fosfats i arsenats d'uranil hidratats anàlegs, associats entre si químicament i estructuralment. Deu el seu nom a un dels seus minerals més prominents, l'autunita.

## Propietats
Els minerals d'aquest grup són fosfats i arsenats d'uranil hidratats, de fórmula general A(UO₂)₂(XO₄)₂·nH₂0, on n=10 o 12 (a excepció de l'autunita i la sabugalita); "A"=Mg, Ca, Ba, Cu o Fe; i "X"=As o P. Els seus sistemes de cristal·lització són diversos, repartint-se entre ortoròmbics, tetragonals, monoclínics i triclínics. Pel seu alt contingut en urani (al voltant d'un 40%), són espècies amb alta radioactivitat. Els minerals del grup de l'autunita presenten percentatges d'urani entre el 41% (Heinrichita) i el 53% (Sabugalita). El nivell de radioactivitat dels minerals radioactius està amb relació a la seva quantitat d'urani. El més alt pertany, per tant, a la sabugalita, amb una activitat de 95,950 Bq, agafant com referència una esfera d'1 g de la substància pura. i són molt inestables químicament, deshidratant-se amb rapidesa en ser exposades a l'aire o a la calor. Tots són minerals secundaris, formats a la zona d'oxidació de jaciments d'urani i altres elements.

## Minerals del grup

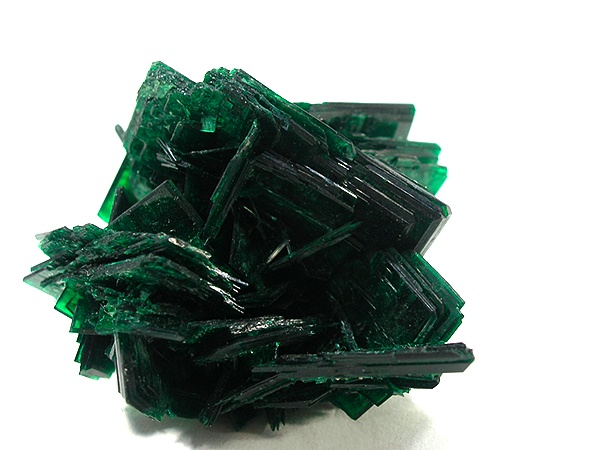
Torbernita, el primer mineral descobert pertanyent a aquest grup.

El grup de l'autunita està format per catorze espècies: autunita, bassetita, heinrichita, kahlerita, metarauchita, novačekita-I, novačekita-II, rauchita, sabugalita, saleeïta, torbernita, uranocircita, uranospinita i zeunerita.
| Espècie       | Fórmula                |
| ------------- | ---------------------- |
| Autunita      | Ca(UO₂)₂(PO₄)₂·11H₂0   |
| Bassetita     | Fe2+(UO₂)₂(PO₄)₂·10H₂0 |
| Heinrichita   | Ba(UO₂)₂(AsO₄)₂·10H₂0  |
| Kahlerita     | Fe(UO₂)₂(AsO₄)₂·12H₂0  |
| Metarauchita  | Ni(UO₂)₂(AsO₄)₂·8H₂0   |
| Novačekita-I  | Mg(UO₂)₂(AsO₄)₂·12H₂0  |
| Novačekita-II | Mg(UO₂)₂(AsO₄)₂·10H₂0  |

| Espècie      | Fórmula               |
| ------------ | --------------------- |
| Rauchita     | Ni(UO₂)₂(AsO₄)₂·10H₂0 |
| Sabugalita   | HAl(UO₂)₂(PO₄)₂·16H₂0 |
| Saleeïta     | Mg(UO₂)₂(PO₄)₂·10H₂0  |
| Torbernita   | Cu(UO₂)₂(PO₄)₂·12H₂0  |
| Uranocircita | Ba(UO₂)₂(PO₄)₂·10H₂0  |
| Uranospinita | Ca(UO₂)₂(AsO₄)₂·10H₂0 |
| Zeunerita    | Cu(UO₂)₂(AsO₄)₂·12H₂0 |